# Undercover Cops
Undercover Cops ist ein US-amerikanischer Spielfilm des Regisseurs Garry Marshall aus dem Jahr 1994. Der Film basiert teilweise auf dem sadomasochistischen Klassiker Exit to Eden, der von der US-amerikanischen Autorin Anne Rice unter dem Pseudonym Anne Rampling veröffentlicht wurde. Die literarische Vorlage wurde von Deborah Amelon und Bob Brunner in ein Drehbuch umgesetzt.
Der Film greift teilweise auf die Handlung des Buches zurück. Dana Delany verkörpert Lisa Emerson (im Buch Lisa Kelly), Paul Mercurio spielt Elliot Slater. Rund die Hälfte des Films basiert auf einem durch den Regisseur entwickelten neuen Handlungsstrang in Form einer Polizeikomödie. Hierzu wurden mehrere neue Charaktere entwickelt, einschließlich Dan Aykroyd und Rosie O’Donnell, die als Polizeibeamte Diamantendiebe in das Eden-Freizeitressort verfolgen. Auch die neuen Figuren entdecken unterschiedlichste Formen von BDSM. Um die in der literarischen Vorlage enthaltenen Hauptfiguren in die neue Handlung einzubinden, wurden neue Dialoge und Szenen entwickelt.

## Handlung
Elliot Slater lebt als junger attraktiver Profifotograf in Südkalifornien. Da er sich schon lange mit seinen eher in Richtung BDSM zielenden Vorlieben unwohl fühlte, bucht er in der Hoffnung, dies zu ändern, eine Reise in die Ferienanlage Eden auf einer privaten Tropeninsel. Ihm ist nicht bekannt, dass er kurz vor Beginn seiner Reise in sexuelles Neuland unwissentlich einen international gesuchten Juwelendieb fotografiert hat, von dem bis dahin keine Fotos existierten.
Der Juwelendieb Omar und seine kriminelle Partnerin Nina wollen den Film an sich bringen, um Omars Anonymität auch weiterhin sicherzustellen. Beide folgen Elliot in das von der Domina Lisa geleitete Ferienresort und geben sich dabei als Gäste der Anlage aus.
Die beiden Zivilfahnder Fred und Sheila begeben sich nach einem Hinweis auf den Aufenthalt Omars ebenfalls auf die Tropeninsel, Sheila unter der Legende einer Femdom und Fred als angeblicher Handwerker. Die Situation wird zunehmend komplizierter, da die beiden Beamten nicht wissen, wie die von ihnen Gesuchten aussehen, da sich das einzige existierende Foto noch immer in Elliots Kamera befindet und die Gesuchten immer wieder versuchen, diese zu stehlen. All dies geschieht inmitten der regulären Besucher, die spärlich bekleidet ihre dominanten bzw. submissiven Fantasien ausleben und sich dabei keinerlei Gefahr bewusst sind. Auf ihrer Suche machen die beiden Beamten sehr unterschiedliche Erfahrungen, in deren Verlauf Fred immer wieder eher verständnislos reagiert, während Sheila zunehmend Toleranz, wenn nicht sogar Interesse entwickelt.
In einem zweiten Handlungsstrang verliebt sich Elliot in Lisa, der er als Strafe für seine wiederholte „Aufsässigkeit“ als persönlicher Bottom dient. Nachdem sich auch Lisa in ihn verliebt hat, flieht sie aufgrund ihrer inneren Konflikte nach New Orleans. Hier kommt es zum Höhepunkt der Handlung, als sich Lisa und Elliot ihre Gefühle eingestehen, während sie von Omar verfolgt werden, der versucht, sie beide zu töten. Glücklicherweise naht Rettung in Gestalt von Fred und Sheila, die Omar und Nina ins Gefängnis schicken und von ihren Vorgesetzten eine Belobigung für die Aufklärung des Falls erhalten. Das frischverliebte Paar Elliot und Lisa hat sein Happyend. Ein attraktiver Gast, der sich Sheila im Lauf der Handlung immer wieder als Bottom anbot, entpuppt sich als Großindustrieller, der sie zum Abschied sehr eindrücklich zu sich einlädt.

## Hintergründe
- Der Film erregte aufgrund der BDSM-Thematik sowie der Bekanntheit von Autorin, Regisseur und mitwirkenden Schauspielern öffentliche Aufmerksamkeit.
- Im Verlauf des Films werden wie beiläufig unterschiedliche Aspekte des Themas BDSM angesprochen, die teilweise ausdrücklich als Vorurteil entlarvt, andererseits im Dienste der Komik instrumentalisiert werden.
- Der Film ist in seiner Machart nicht pornografisch, erinnert in seiner Ästhetik jedoch eindeutig an den Porno Chic der 1970er Jahre. Sadomasochistische Motive des Haupthandlungsstranges werden stets ausgesprochen, vanillagemäß dargestellt und bleiben hinter anderen an den Mainstream gerichteten Produktionen mit BDSM-Themen, wie zum Beispiel 9½ Wochen, weit zurück.
- Die Werbeunterlagen für den Film enthielten unter anderem Fotos von Delany in Dominakleidung, diese verbreiteten sich schnell in dem sich zu dieser Zeit erstmals rapide entwickelnden World Wide Web.
- Die Aufführung des Films wurde nach seinem US-amerikanischen Kinostart aufgrund der BDSM-Thematik in der kanadischen Provinz Saskatchewan verboten. Dies erstaunte einige Kritiker, da es sich um das einzige bekannt gewordene Verbot handelte. Nach zirka einer Woche und umfangreicher Berichterstattung wurde das Verbot aufgehoben.
- Die im Film wiederholt in Szene gesetzten sehr ungewöhnlichen Flogger stammen von Janette Heartwood.[2]

## Kritiken
Der Film wurde von der überwiegenden Mehrheit der Kritik abgelehnt und erwies sich auch kommerziell als nicht erfolgreich. Insbesondere die Verbindung der ursprünglichen Romanvorlage mit komödiantischen Elementen wurde immer wieder als entscheidender Schwachpunkt hervorgehoben.

“Garry Marshall made prostitution palatable with ‘Pretty Woman,’ but he clearly has no idea how to do the same for sadomasochism.”

„Garry Marshall machte mit ‚Pretty Woman‘ Prostitution genießbar, aber er hat offensichtlich keine Ahnung wie er dasselbe mit Sadomasochismus machen kann.“

“Gary Marshall – the man who made prostitution mainstream with Pretty Woman – turns Anne Rice’s erotic tale into a topless Fantasy Island, schmaltzy endings included”

„Gary Marshall – der Mann der mit Pretty Woman Prostitution in den Mainstream brachte – verwandelt Anne Rices erotisches Märchen in eine Oben-Ohne Version von Fantasy Island, einschließlich des rührseligen Endes.“

“How bad is this movie? You guys voted for Rosie O’Donnell’s performance here as the single worst performance ever given by a female in any movie. And, except for the nudity, Rosie is the best thing in the movie. By a wide margin. She shone like a comedic beacon compared to Ackroyd. I award the screenplay the Scoopy as the worst of the 1990's. Mercifully, the author never sold another movie script… It’s just awful. Pure agony from start to finish. It would be an E if rated as a comedy, but I have to say C- as a tittle film, since the nudity is A-OK!”

„Wie schlecht ist dieser Film? Ihr (die Besucher der Kritikerseite) wähltet Rosie O’Donnells schauspielerische Leistung als die schlechteste, die je von einer Schauspielerin in einem Film erbracht wurde. Und Rosie ist, abgesehen von den Nacktszenen, das Beste an diesem Film – bei weitem. Verglichen mit Ackroyd strahlte sie wie ein komödiantisches Leuchtfeuer. Ich verleihe dem Drehbuch den Scoopy für das schlechteste (Drehbuch) der 1990er Jahre. Gnädigerweise hat der Autor nie wieder ein anderes Drehbuch verkauft… Er (der Film) ist einfach schrecklich. Reines Leiden vom Anfang bis zum Ende. Ich würde ihn als Komödie mit E bewerten, aber so muss ich ihm ein C- als Titten-Film vergeben, da die Nacktszenen OK sind.“

“As awful as its reputation”

„So entsetzlich wie sein Ruf.“

“Exit to Eden is a mess, but oddly enough, it was an enjoyable mess.”

„Exit to Eden ist eine Schweinerei aber, erstaunlich genug, es war eine vergnügliche Schweinerei.“

## Auszeichnungen
- Goldene Himbeere 1995
  - verliehen: Rosie O’Donnell als Worst Supporting Actress
  - nominiert: Dan Aykroyd und Rosie O’Donnell als Worst Screen Couple
  - nominiert: Dan Aykroyd als Worst Supporting Actor